# 連山 (航空機)
中島 G8N 連山
連山
- 用途：四発攻撃機
- 分類：陸上攻撃機
- 設計者：松村健一
- 製造者：中島飛行機
- 運用者： 大日本帝国（日本海軍）
- 初飛行：1944年10月23日
- 生産数：4機
- 退役：1945年
- 運用状況：退役

連山（れんざん）は、太平洋戦争で大日本帝国海軍が計画した四発陸上攻撃機。1943年（昭和18年）に大日本帝国海軍が中島飛行機に依頼したが、資源不足から中止になった。略符号はG8N、連合軍コードネームはRita。1943年（昭和18年）7月27日に兵器名称付与標準が改定される以前は「十八試陸上攻撃機」ないし「十八試大攻」、以降は「試製連山」と呼称された。

## 特徴
連山は、戦時下の開発・製造となることから、生産性や整備性への考慮として特殊な加工を要する構造材や部品の数を抑え、「彩雲」で採用された厚板構造を導入し、胴体や主翼の製造に要する縦通材やリベット数を削減した。また、高速力が優先されたことから機体は空力的に洗練され、主翼は面積を小さくし翼面荷重を正規状態で250 kg/m2、過荷状態で300 kg/m2と当時の日本軍用機としては大きく設定したため、離着陸時の高揚力装置として親子フラップ（二重フラップ）を導入している。爆弾搭載量は同時期に計画、試作されていた1.5tや2tの大型爆弾、魚雷も2発搭載可能な最大4tとされた。同時に長距離を進出して攻撃を行うことから、高空性能と防御力を重視して排気タービン過給器や動力銃座を搭載し、防弾装備も施すなど、高速かつ重武装を施した機体となるものであった。
連山は、1941年（昭和16年）に中島飛行機で試作・初飛行を行ったが重量増大や動力系の問題から性能不足とされ攻撃機としては不採用になった大型陸上攻撃機「深山」の経験や、開戦初期に南方で鹵獲したアメリカ陸軍航空隊のB-17爆撃機を解体・調査して得られた情報や技術を参考に設計されている。深山での反省から、機体の重量管理が計画当初より徹底され、機銃配置は一式陸攻やB-17と同様となっているが、より新型のものに準じて視・射界や空力的にも良好な銃座となった。降着装置も深山から引き続き前車輪式を採用していた点が、技術的な特徴となっている。

## 歴史

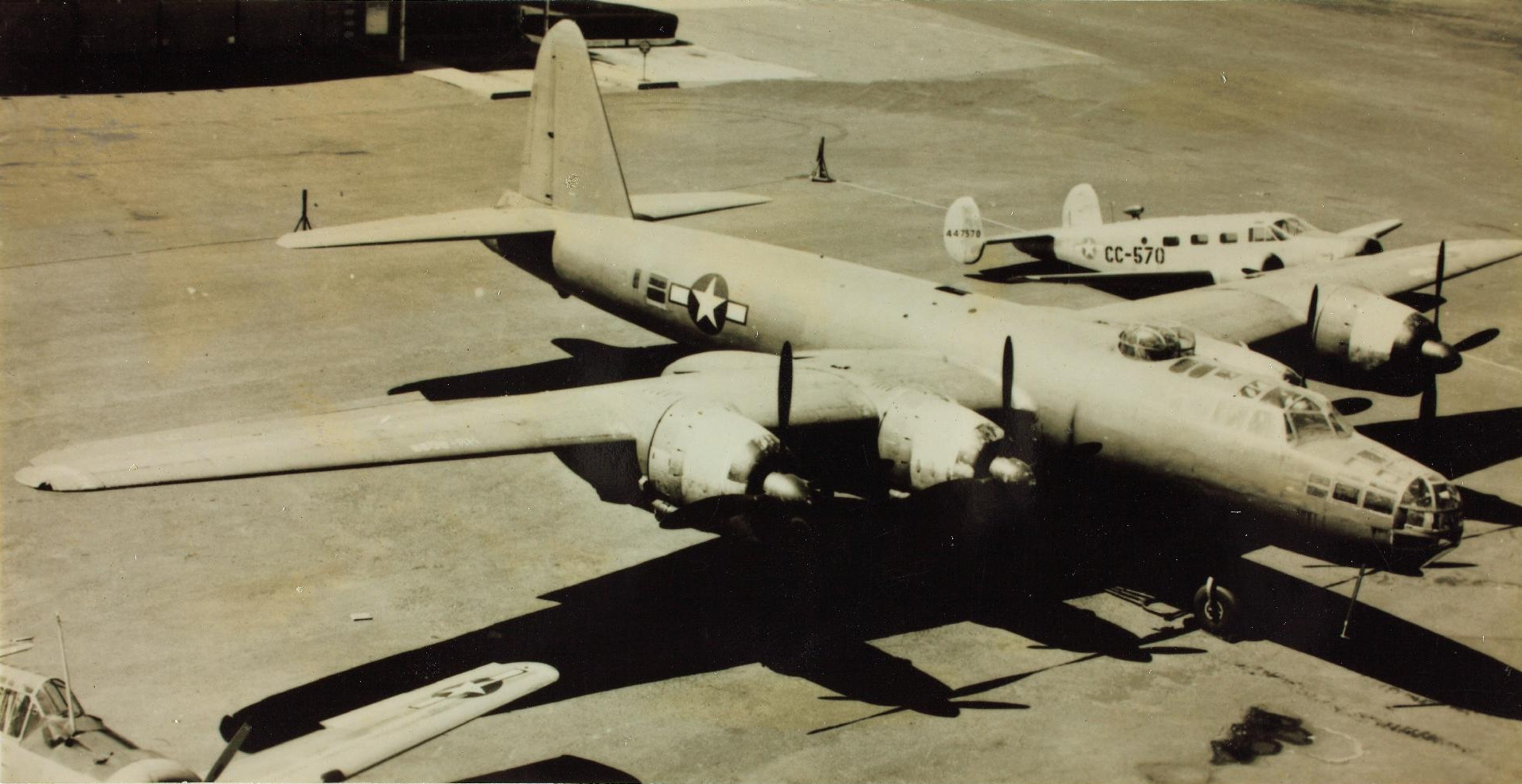
アメリカ軍に接収された連山　脇はC-45とT-6

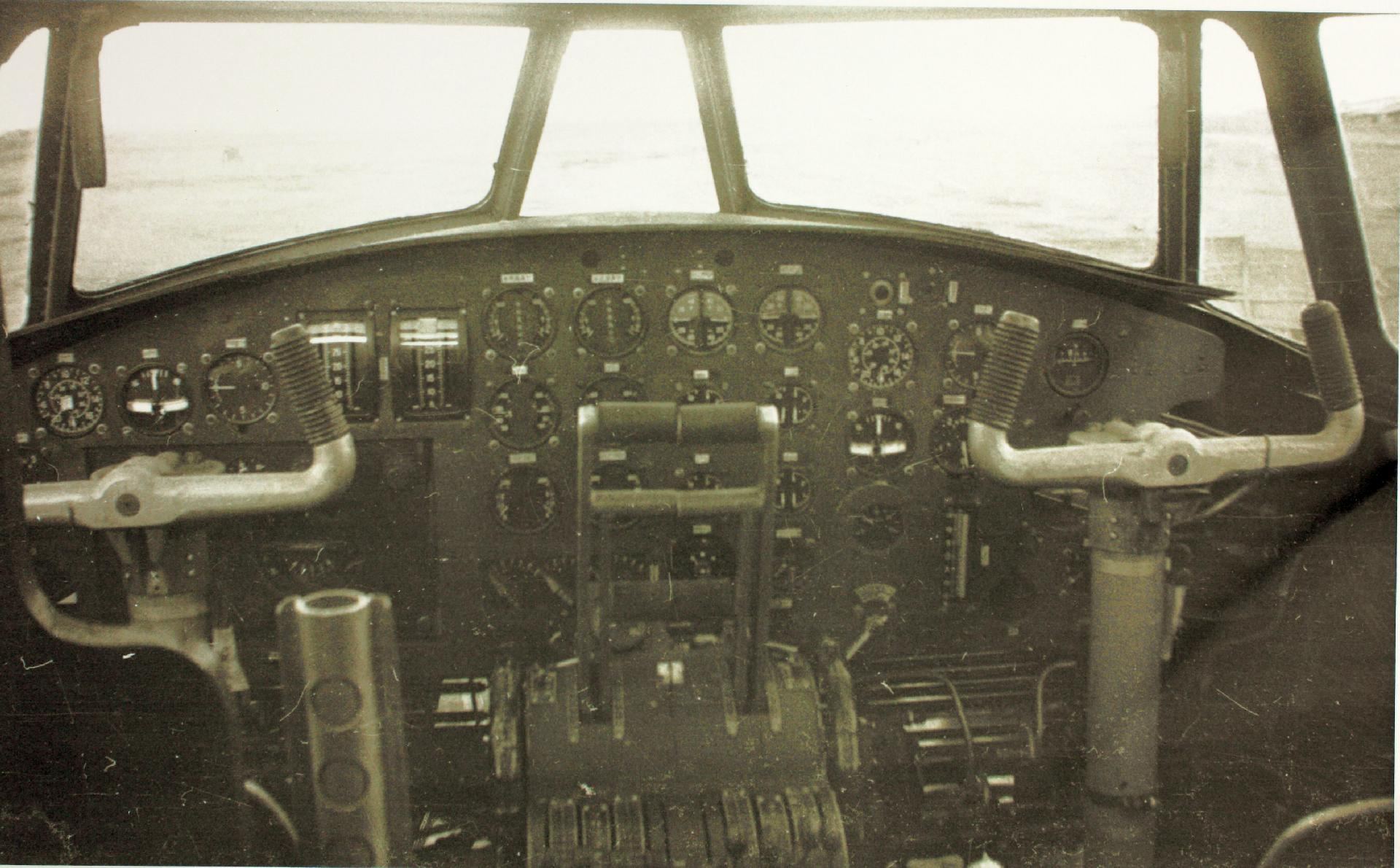
コクピット

1942年（昭和17年）に海軍内部で開かれた技術会議の席上で速力360ノット（約666km/h）、航続距離6000浬（11112km）、爆弾は最大4t搭載可能な遠距離攻撃機の要求がなされ、同年12月末に海軍から中島飛行機に「実用機試製計画番号N-40」として大型陸上攻撃機の開発が「内示」された。中島飛行機はそれに基づいて計画を進め、翌1943年（昭和18年）9月14日に正式な発注が行われた。
中島飛行機は松村健一技師を機体主任として設計・開発を進め1944年（昭和19年）10月には試作1号機が完成し、10月23日初飛行に成功。しかし1号機はアルミニウム不足から計画性能が出せなかった。さらに格納庫への移動中にブレーキ故障で衝突事故を起こし、機首を損傷、排気タービンも未完成だったため、海軍への引き渡しは1945年（昭和20年）1月になった。なお試作1号機から3号機は、機体の状態や艤装品の確認を主に行い、排気タービンや兵装を完備した機体による最終的な性能試験は、試作4号機以降に予定して高性能を期待されていたものの、後述する事故や空襲、機体自体の製造中止もあり、実際の試験飛行は充分に行われなかったため、実性能は不明瞭なままで終わっている。
本機は試作発注からわずか1年で初飛行するという、大型の新型機としては異例の速さで開発されたように見えるが、この時期の海軍機試製計画にはあらかじめ実用機試製計画番号が与えられ、事前研究が行われるようになっており、連山も試作発注時にはすでに木型審査を終了、機体製造に要する図面や治具の手配が進んだ状態であった。試作の内示はあくまで内示に過ぎず、正式な発注の年次によって「○○試」を冠した名称が与えられる。一部戦後の出版物には「17試陸攻註文書」などという記述も存在しているが、一次資料である海軍の文書上での記載は「十八試陸攻」でありこの点は疑う余地がない。また、海軍機の試製時に「註文書」という文書が発せられることもない。なお、「十七試陸攻」の名称は川西の計画機に与えられている。
海軍に領収され追浜飛行場を拠点に試験を開始した連山試作1号機と2号機であったが、1号機は試験飛行での着陸時に後部胴体が折れる事故を起こした。検証の結果、当時使われていた胴体の強度規定が前車輪式の機体に対しては不完全であったことから、修繕とともに改設計が行われた。追浜飛行場が狭く、機体重量を増した状態での飛行には不向きであったこと、また同年2月以降は関東地方にも米軍による空襲が激化し、連山1・2号機はこれを避ける目的からも3月に三沢海軍飛行場へ空輸され、過荷重状態を目指した飛行実験が行われたが、戦局の悪化により1945年6月に連山の試作計画自体が中止となり、排気タービンを使用した試験は実施されないまま、8月に同地で空襲を受け破壊された。中島飛行機は小泉製作所で試作5-8号機の胴体を製造した段階で以後の作業を中止しており、隣接する小泉飛行場には、完成済みであったが未領収の試作3号機と4号機の計2機が残されていた。うち1機は空襲により大破し、もう1機は一部破損した状態で残されていた。この破損機体（試作4号機とされるが異説あり）は米軍に接収され、三沢から運ばれた1号機や2号機の残存部品も流用して修理を行った後、1945年12月には小泉飛行場から追浜まで米軍の監視を受けながら空輸され、横須賀で船積みされアメリカ合衆国本土へ移送された。移送された機体は1946年6月、ニューアーク陸軍基地からオハイオ州パターソン飛行場までの480浬を26ノットの向かい風のなか、時速110マイル、3時間10分で飛行、さらに1回の試験飛行を実施したが、米軍による再整備後も全力運転可能なエンジンが4基中1基のみとなるなど、状態が悪いことから以後の飛行は中止され、基地内で空軍博物館の展示予定機として保管されていたが、最終的には朝鮮戦争中に廃棄処分となっており現存機は無い。
連山の派生型としてはエンジンをハ43に換装した連山改（G8N2）が計画されたほか、マリアナ諸島やフィリピンでの戦いが日本の敗北に終わり、特攻作戦が主体となった情勢に合わせて桜花三三型の母機として選定された。さらに、連山1機を製造するのに零戦10機分の資材を要することから、アルミニウム資源枯渇対策としての鋼製機体の連山改（G8N3）を1944年から中島飛行機は鋼材を扱う艦政本部の協力を得て研究、設計中だったが、これらも1945年6月に計画中止となった。
2023年、元中島飛行機従業員2名の親族の群馬県の家から、連山の風防と見られるガラス38枚が見つかった。

## 諸元
- 型式：4発中翼単葉陸上攻撃機
- 構造
  - 全金属製、応力外皮構造、引き込み脚、前輪式
- 全長：22.93 m
- 全幅：32.54 m
- 全高：7.20 m
- 主翼面積：112.00 m2
- 発動機：中島「誉」24 — ル型（NK9K-L）空冷式複列星型18気筒（2,000馬力1,490kW）4基
- プロペラ：VDM社製の定速4翅
- プロペラ直径：4.00 m
- 自重量：17.4 t
- 正規全備重量：26.8 t
- 攻撃過荷重量：32.14 t
- 最大速度：593 km/h（1t爆弾を搭載した状態で高度：8,000 mの場合）
- 巡航速度：370 km/h（高度：4000 m）
- 最小速度：149 km/h
- 実用上昇限度：10,200 m
- 航続距離：3,700～7,470 km（装備の重量によって変化）
- 乗員：7人
- 武装
  - 20 mm機銃6門（胴体前方上方旋回2門・胴体後下方旋回2門・尾部旋回2門）
  - 13 mm機銃4挺（機首旋回2挺・胴体両側旋回各1挺）
  - 爆弾60 kg18発・250 kg8発・800 kg3発・1500 kg2発・2000 kg2発（各種最大4,000 kg、計画値）

## 登場作品

### 小説
『遙かなる星』
第三次世界大戦でアメリカ合衆国が崩壊した世界にて、大戦を乗り切った日本が、合衆国本土の反応兵器攻撃の対象とならなかった空軍スクラップヤードから本機を回収する。その後は沖縄の北崎重工総合技術博物館に展示しており、レストア完了は1995年を予定している。

### ゲーム
『R.U.S.E.』
日本の爆撃機として登場。
『War Thunder』
大日本帝国航空ツリーに戦中の爆撃機として登場。